# Albrecht Jan Smiřický von Smiřice

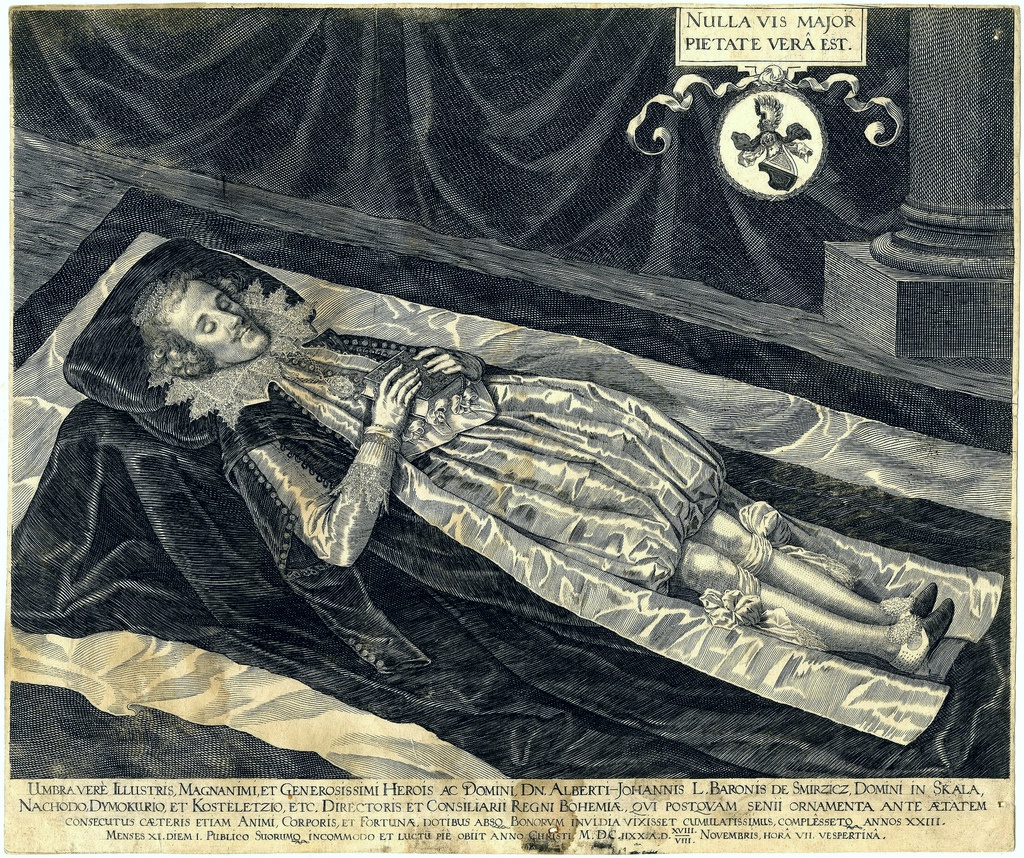
Albrecht Jan Smiřický auf dem Totenbett

Albrecht Jan Smiřický von Smiřice (* 17. Dezember 1594 in Großskal, Bezirk Semil; † 18. November 1618 in Prag) gehörte zu den bedeutendsten Vertretern des böhmischen Adelsgeschlechts Smiřický von Smiřice, das seit 1554 zum böhmischen Herrenstand gehörte. Sein Ansehen war so groß, dass er als möglicher Kandidat für die böhmische Königskrone galt.

## Herkunft und Werdegang
Sein Vater war Zikmund Smiřický (1557–1608) aus der Skaler Linie der Familie Smiřický. Seine Mutter war Hedwig von Hasenburg (Hedvika z Házmburku; † 1610). Sein älterer Bruder Jaroslav Smiřický starb 1611. Ein weiterer Bruder Jindřich (Heinrich Georg) (1592–1630) galt als geistesschwach. Schwestern waren Elisabeth Katharina Smiřická von Smiřice und Margareta Salomena (Markéta Salomena), verheiratete Slavata. Albrecht Jan besuchte das Gymnasium in Görlitz und studierte an der Universität Heidelberg. Nachdem der Nachoder Zweig der Familie mit dem Tod von Albrecht Václav Smiřický 1614 erlosch, war Albrecht Jan der einzige männliche Erbe. Deshalb gingen die Allodialgüter beider Familienzweige sowie das Familienfideikommiss Schwarzkosteletz und Uhříněves auf ihn über. Dadurch gehörte er zu den reichsten Grundherren Böhmens.
Albrecht Jan unternahm mehrere Bildungsreisen und verbrachte ein Jahr in Italien. Auf einer seiner Bildungsreisen verlobte er sich im März 1617 mit Gräfin Amalie Elisabeth von Hanau-Münzenberg. Da jedoch vorher keine Verhandlungen mit dem Haus Hanau-Münzenberg geführt worden waren und Albrecht Jan ohne Ankündigung und völlig unvermittelt am Hanauer Hof auftauchte, sorgte sein Heiratsantrag dort zunächst für Verwirrung, zumal Albrecht Jans Stellung und sein Rang im böhmischen Adel nicht eindeutig bekannt waren.
Albrecht Jans Verlobte, Amalie Elisabeth, war die Tochter des 1612 verstorbenen Grafen Philipp Ludwig II. von Hanau-Münzenberg und dessen Gemahlin Katharina Belgica von Oranien-Nassau, die wiederum eine Tochter Wilhelms von Oranien-Nassau war, der im 16. Jahrhundert den Unabhängigkeitskampf der Niederlande gegen die Habsburgermonarchie angeführt hatte. Das Hanauer Grafenhaus verbanden auch enge Beziehungen zur Kurpfalz. So war Philipp Ludwig II. z. B. als Brautwerber für den späteren Winterkönig am englischen Hof aufgetreten und hatte für ihn dort um die Hand von Elisabeth Stuart angehalten. 
Durch eine Heirat mit Amalie Elisabeth wäre Albrecht Jan in engste Verbindung zum reformierten Hochadel des Deutschen Reiches getreten.

## Politische Position

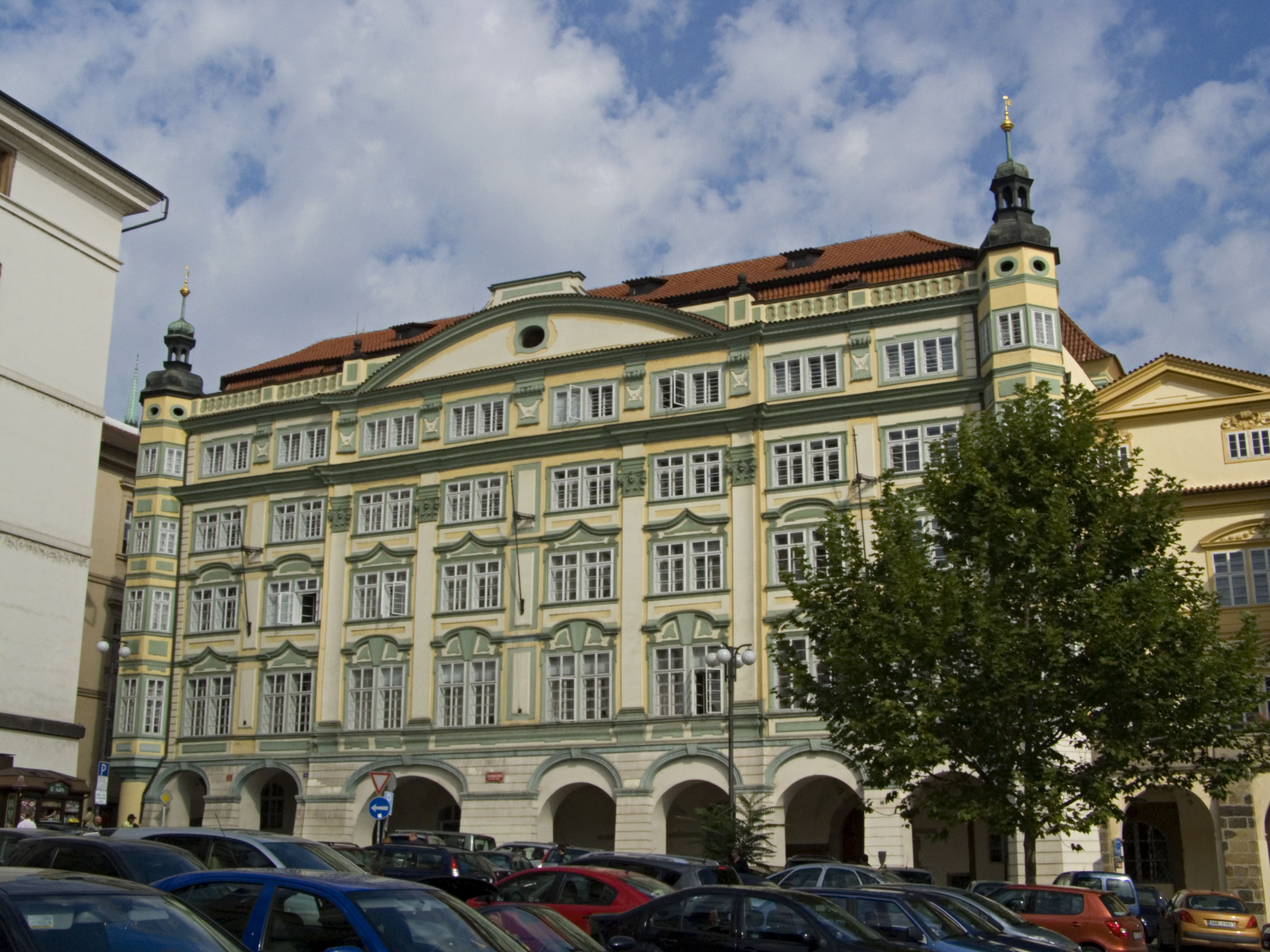
Palais der Familie Smiřický in Prag

Politisch schloss sich Albrecht Jan in den böhmischen Reichsständen der Fraktion an, die nach größerer Macht und erweiterter Souveränität gegenüber den habsburgischen Landesherren strebte.
Er zählte zu den Initiatoren und Führern des antihabsburgischen Ständeaufstandes. In seinem Palais auf der Prager Kleinseite wurde der Zweite Prager Fenstersturz beschlossen. Albrecht Jan selbst wirkte am 23. Mai 1618 an dem Attentat auf dem Hradschin mit und war einer der Adeligen, die die kaiserlichen Statthalter aus dem Fenster warfen. Anschließend setzten die Ständevertreter eine Direktionsregierung ein, der auch Albrecht Jan angehörte. Sie verteidigte die ständischen und religiösen Freiheiten und stellte zu diesem Zweck Truppen auf. Auch Albrecht Jan stellte ein Regiment auf, das er aus eigenen Mitteln bezahlte. Mit bemerkenswerter Schnelligkeit hob er auf seinen Gütern 1200 Mann Fußvolk und 90 Reiter aus, die er ausrüstete und bewaffnete.
Durch diese Vorgänge eskalierte der Aufstand der böhmischen protestantischen Stände gegen die katholischen Habsburger, der schließlich zum Beginn des Dreißigjährigen Kriegs führte.

## Tod und Erbe
Zu der bevorstehenden Heirat mit Amalie Elisabeth kam es nicht, weil Albrecht Jan bereits im Herbst 1618 an einer Lungenentzündung starb. Sein Leichnam wurde in der Familiengruft in Schwarzkosteletz beigesetzt. Seine Besitzungen gingen auf seine Schwestern Elisabeth (Alžběta) und Margareta (Markéta), verheiratete Slawata, über. Um die Nachlassteile, die anlässlich der Verlobung Amalie Elisabeth vertraglich zugesprochen worden sein sollen, kam es zu Auseinandersetzungen zwischen Albrecht Jans Erbinnen und Amalie Elisabeths Familie. Sie führten auf beiden Seiten nicht zum Erfolg, da sämtliche Smiřický-Besitzungen nach der Schlacht am Weißen Berge vom Kaiser konfisziert wurden.
Nach den Ereignissen musste Margareta Salomena, die die Vormundschaft über Jindrich beanspruchte, 1620 das Land verlassen; ihr Besitz wurde vom böhmischen Landesherrn Ferdinand II. konfisziert. Gegen die Enteignung protestierte Albrecht von Waldstein, dessen Mutter eine geborene Smiřický aus der Náchoder Linie war. Er hatte sich erfolgreich um die Vormundschaft für den nicht geschäftsfähigen Heinrich Georg Smiřický bemüht und argumentierte, dass dieser wegen seines Geisteszustandes in keiner Weise am Ständeaufstand von 1618 beteiligt gewesen sein konnte. Dadurch gelang es Waldstein, etwa die Hälfte der Smiřický-Besitzungen nach dem Niedergang der Familie in seine Hand zu bringen.
Jans Verlobte Amalie Elisabeth heiratete nach einem Trauerjahr 1619 den späteren Landgraf Wilhelm V. von Hessen-Kassel.

## Zitat von Golo Mann
„[...] wenn überhaupt einer die böhmische Rebellion hätte zum Sieg führen können, so wäre es Albrecht Jan Smiřický gewesen.“